# Folknam

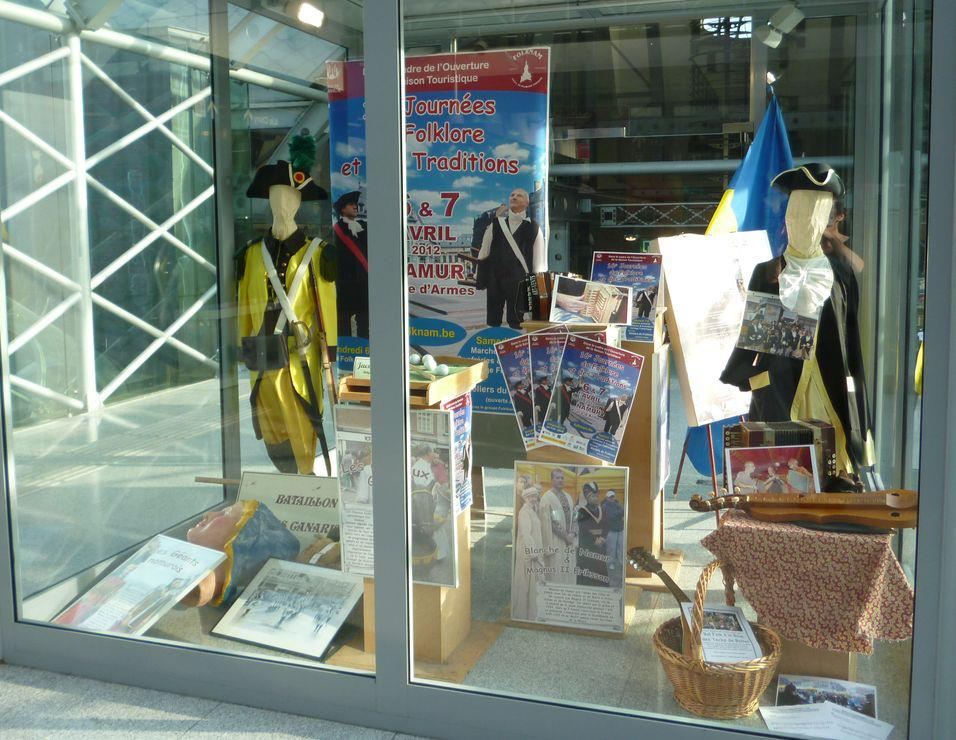
La vitrine réalisée en 2012 par Folknam à la gare de Namur à l'approche de la Journée du Folklore et des Traditions. Cette vitrine est chaque année visible entre mars et avril.

 (octobre 2018).
 (octobre 2018).
- Si vous ne connaissez pas le sujet, laissez ce bandeau (vous pouvez alors contacter les auteurs).
- Si vous supprimez le contenu mis en cause (vous pouvez préalablement contacter les auteurs),

argumentez précisément cette suppression dans la page de discussion
(un manque de référence n'est pas un argument ; une recherche réelle de référence doit avoir été effectuée, être formellement documentée).

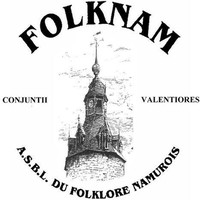
Le logo de l'asbl Folknam.

Folknam est l'association des principaux groupements historiques et traditionnels de Namur, créée en 1995. Elle s'engage dans la défense du patrimoine folklorique et traditionnel de Namur.
Plusieurs reconstitutions d'éléments du folklore local ont ainsi été réalisées depuis sa création.

L'association organise, chaque année le troisième samedi d'avril, la Journée du Folklore et des Traditions. Un cortège et des activités sont organisés mettant en avant le patrimoine de Namur.

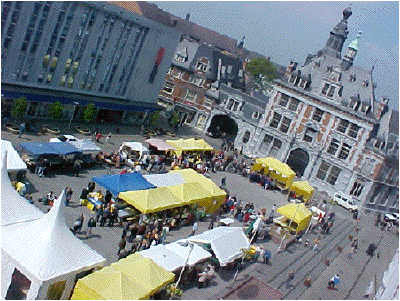
La place d'Armes envahie, lors de la Journée du folklore à Namur.

## Membres de Folknam
Les groupes sont classés par ordre chronologique d'apparition (tantôt plausible tantôt réelle) dans l'histoire, depuis les traditions moyennesâgeuses jusqu'au XXIe siècle :
- La Confrérie Royale du Grand Feu Traditionnel de Bouge
- Le Cheval Bayard et les Quatre Fils Aymon
- Compagnie Médiévale du Furet **
- Blanche de Namur *
- Les Loups de Fer **
- La Confrérie de la Malemort **
- La Compagnie Franche
- Les Géants Namurois **
- Charles V
- Les Chevaux Godins
- La reine Margot, Don Juan d'Autriche et leur escorte *

- Les Alfers **
- La Compagnie aux Tricornes
- Le Char de Belgrade
- Sergent Benoît et Carême *
- Le 1er Régiment d'Infanterie des États Belgique Unis, dit de Namur
- Le Bataillon des Canaris de Dumonceau **
- La Caracole **
- La Marche St-Éloi (l'Armée Grouchy)
- Les Volontaires de 1830
- Jeux anciens en bois
- Festival Mondial de Folklore Jambes-Namur
- Les Bragards **
- Accordance
- FolkNam Musique Trad **

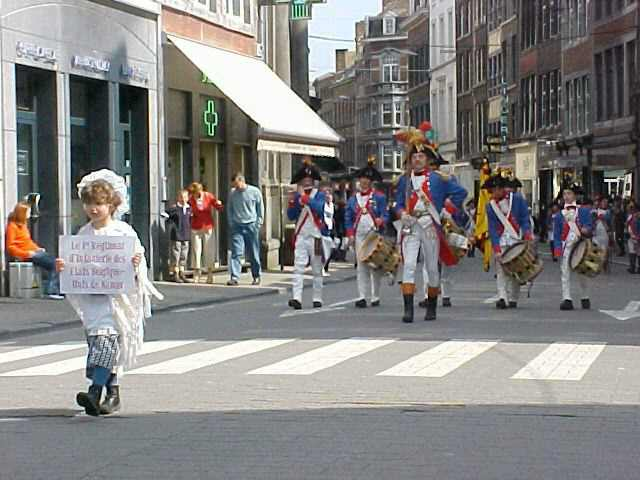
Le 1er Régiment des États Belgique Unis, Journée du folklore à Namur.

## Ancrage historique

### Compagnie Médiévale du Furet

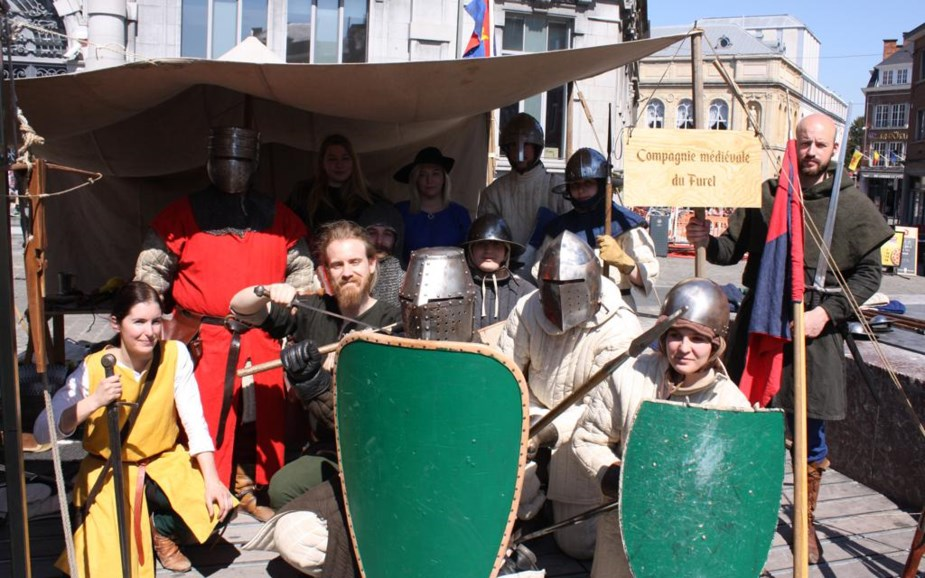
La Compagnie Médiévale du Furet, Journée du Folklore et des Traditions 2019 à Namur.

La Compagnie Médiévale du Furet est une association d’évocation médiévale basée à Namur. 
L’objet principal de cette association est la pratique du combat à l’aide de différentes armes blanches du XIIIe siècle dans une démarche identique à celle que l’on pourrait retrouver dans un club d’arts martiaux. Ils mettent également en avant la démarche de reconstitution, l’apprentissage de l’histoire et le divertissement du public lors de rassemblements et de fêtes médiévales. 
L’introduction pédagogique historique auprès du public du XIIIe siècle, âge d’or médiéval qui voit croisades et essor urbain changer le paysage social et culturel de l’occident, est un des moteurs de la compagnie. 
Ce groupe met en scène un petit groupe de mercenaires du XIIIe siècle (1240-1280) escortant quelques voyageurs au sein des terres du comté de Namur, de Hainaut, et de la principauté de Liège. 
Parfois engagés en renforts de troupes armées régulières ou bien se faisant discrètement les dents sur de pauvres voyageurs imprudents, ces hommes d’armes présentent un aperçu social rarement évoqué dans les musées et livres d’histoire qui s’intéressent davantage aux grands noms d’une époque.

### Blanche de Namur
Fille aînée du Comte Jean Ier de Namur et de Marie d’Artois, Blanche de Namur fut couronnée reine de Norvège, de Suède et de Scanie le 24 juin 1336, après qu’elle eut épousé Magnus IV Eriksson. Elle est toujours très populaire en Suède, où on lui accorde l'introduction de la culture française. Elle développa notamment son goût pour l'art en invitant à sa cour poètes et artistes.
Au sein du cortège namurois, Blanche de Namur, accompagnée de Magnus IV Eriksson son époux, parcourt la ville montée en amazone sur un fier étalon. Quand ils sont en nombre, quelques figurants, montés eux aussi sur leurs destriers, représentent la cour de Suède accompagnant le couple royal.

### Les Loups de Fer

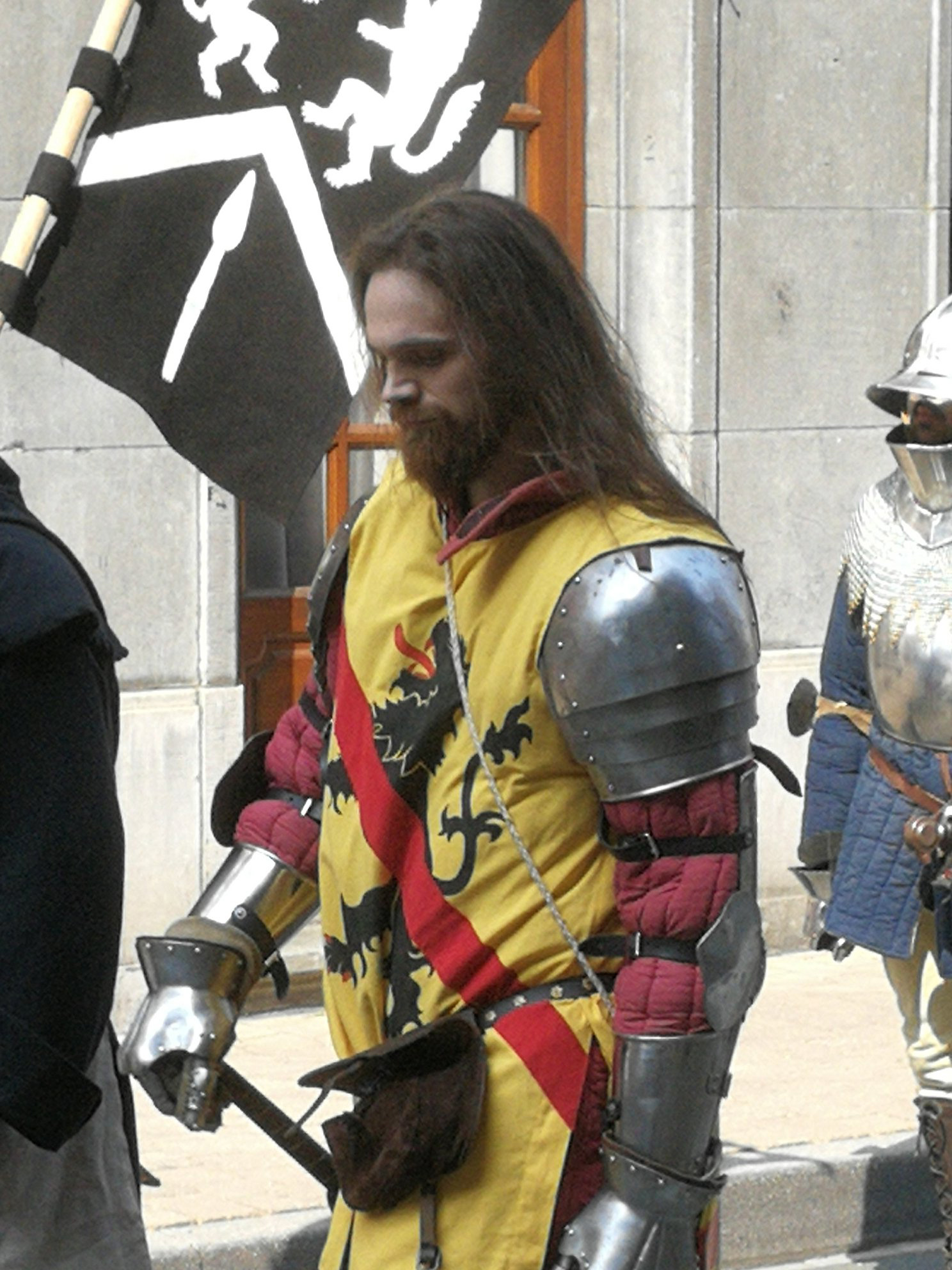
Le Comte Guillaume II, Journée du Folklore 2018 à Namur.

Les Loups de Fer est une troupe d'évocation sourcée médiévale qui représente une troupe de mercenaires mosans attachés au Comté de Namur durant une partie (1346-1415) de la Guerre de Cent-Ans :
- 1346 pour la Bataille de Crécy à laquelle le Comte Guillaume 1er de Namur participe du côté du Roi Philippe VI. Petite anecdote, durant la bataille, le Comte verra sa monture "être tuée sous lui et il échappera de peu à la captivité"[3].
- 1415 pour la Bataille d'Azincourt.

Cette compagnie médiévale a été fondée en mai 2016 et compte aujourd'hui une vingtaine de membres actifs.
Durant la journée du Folklore et des Traditions, elle met en scène une troupe de mercenaires souvent accompagnée du Comte Guillaume II de Namur et de quelques arbalétriers namurois/miliciens. Lors du rondeau final, elle présente une petite saynète mélangeant combat et humour pour le plus grand plaisir des spectateurs.

### La Confrérie de la Malemort

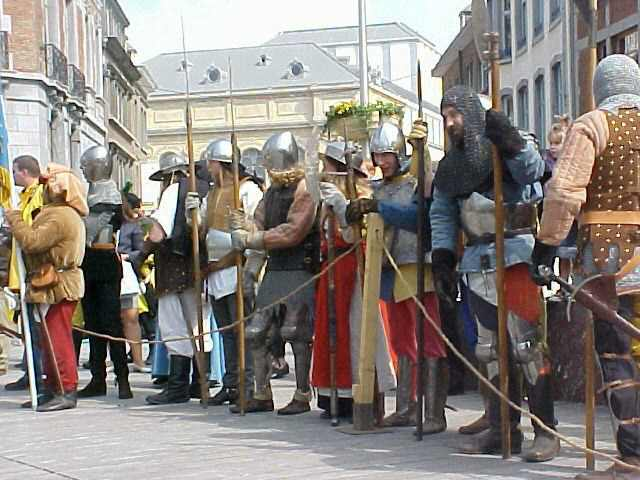
La Malemort, Journée du Folklore à Namur.

La confrérie de la malemort est une a.s.b.l. namuroise de reconstitution médiéval, qui fut créée en 1992, représentant une troupe de mercenaires de la fin du quatorzième (1380) au début du XVe siècle (1420), durant la Guerre de Cent Ans. 
La spécialité de la confrérie dans l'art du combat à pieds lui permet de recréer l'ambiance des plus petits tournois jusqu'aux batailles et sièges de places fortes. 
Lors des journées du folklore à Namur, elle met scène le train sanitaire namurois revenant de Calais en 1347.

### Goliath et sa dame, les Géants namurois

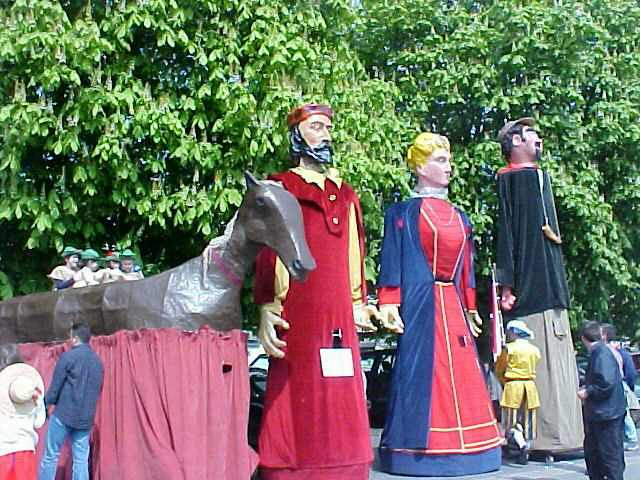
Le cheval Bayard et les quatre fils Aymon, Goliath et sa dame, Journée du folklore à Namur

Figurant parmi les plus anciens géants de chez nous[Qui ?], le « Goliath namurois » est déjà mentionné dans la procession annuelle de la « Ducasse » de 1458, en l’honneur de la Vierge (sortie processionnaire, le 2 juillet, fête de la Dédicace).
A. Colard rapporte une étude de Jules Borgnet dans un article qu'il signe dans le « Guetteur Wallon » (no 4 de 1934): « Au XVIe siècle, les processions deviennent de plus en plus brillantes, et la présence des Géants est encore signalée dans le cortège. Borgnet énumère les différents groupes qui participent à la procession, et voici comment il s'exprime au sujet du groupe qui nous occupe :
"Goliath, géant d'osier revêtu de toile peinte en rouge et noir (couleurs de la ville) et garnie de gros boutons dorés. Il porte une perruque en mousse.
"La femme de Goliath portant une perruque du même genre.
"Les porteurs de falots, les ménestrels et les guisterneurs ou joueurs de guitares, marchant devant le groupe des géants.
"Les cinq gardes du groupe des géants. Ils servent à diriger les porteurs cachés dans l'intérieur des machines, à abaisser et à relever celles-ci aux passages des portes de la ville.
"Le géant, la géante et leurs quatre enfants. Ils sont vêtus d'habits de toile peints et portent des fraises empesée et des ceintures rouges, sa femme a une chaîne dorée"
Au fil du temps, le groupe se transforme et au dix-septième siècle, le père des géants apparaît; il est armé d'une épée; un des enfants a disparu; Goliath a abandonné la hallebarde pour l'épée également, "il est vêtu d'une robe de toile, avec collier et manchon d'étoffe dorée... la géante porte une chaîne, une fraise empesée, un rabat bien paré et monté; leurs deux filles avec des rabats; leur petit garçon avec un escoussoir (fouet), un mouchoir et un collier"
Pourtant, au XVIIIe siècle, les « Aurjouwants » (ce qui signifie « Géants » dans le dialecte local) avaient été exclus des processions et avaient fini par disparaître définitivement des cortèges vers 1862. Voulant renouer avec sa tradition patrimoniale et folklorique, c’est en 1906 que la Ville de Namur fera reconstruire ses anciens géants, à l’initiative du peintre namurois Henry Bodart qui en réalisera d’abord des dessins en se fondant sur la documentation fournie par A. Oger.
Si les « Goliath » (le nom générique désigne l’ensemble de la famille) étaient initialement 5 (pour rappel donc, Goliath, sa dame, deux filles et un fils), il n’en subsiste aujourd’hui plus que le couple parental. À ce duo, s’ajoutent le cheval Bayard et les quatre fils Aymon issus de la légende de Bayard, ainsi qu’une cohorte de chevaux Godins, personnages burlesques, porteurs de « chevaux à bretelles » (encore appelés chevaux-jupons), dont la mission est à la fois de tenir le public hors de l’espace de progression des géants mais aussi de taquiner celui-ci en donnant régulièrement l’impression de foncer sur la foule, pour changer de direction à la dernière seconde.

### L’escorte de Don Juan d’Autriche et la Reine Margot
En 1577, le roi d’Espagne, Philippe II, fait appel à son demi-frère Don Juan d'Autriche pour combattre les États généraux de Guillaume Ier d'Orange-Nassau, rétablir son autorité sur le territoire qu’il possède et surtout préserver la religion catholique contre les protestants. Il le nomme donc Gouverneur des dix-sept provinces des Pays-Bas. Don Juan a fort à faire pour mener à bien sa mission. S’il reconquiert la citadelle de Namur en 1577 et repousse les États Généraux jusqu’au-delà de Gembloux qu’il libère en 1578, c’est finalement à Bouge, sur les hauteurs de Namur, vraisemblablement à la Ferme du Quartier, qu’il se retire, atteint du typhus qu’il a contracté au cours d’une campagne militaire. Il y décède le 10 octobre 1578, à l’âge de trente ans.
Dans le folklore namurois, l'Escorte de Don Juan d'Autriche rappelle cet épisode de notre passé militaire et représente le peloton de hallebardiers wallons au service de l'Espagne. 
Marguerite de France, appelée aussi la Reine Margot, épouse d’Henri de Navarre, futur Henri IV, roi de France est associée à cette occasion, puisqu’elle a rencontré Don Juan d’Autriche à Namur, alors qu’elle est en déplacement au sud des Pays-Bas, à la recherche d’appuis politiques pour son frère cadet. 
Le folklore historique d’une ville ayant aussi pour mission de rappeler les faits saillants de son histoire et les personnages emblématiques qui marquèrent son passé, il est normal que cette rencontre (fût-elle anecdotique) sur l'île de La Plante, de deux figures aussi importantes ait abouti à la création d’un groupe de reconstitution historique.

### Les Alfers namurois

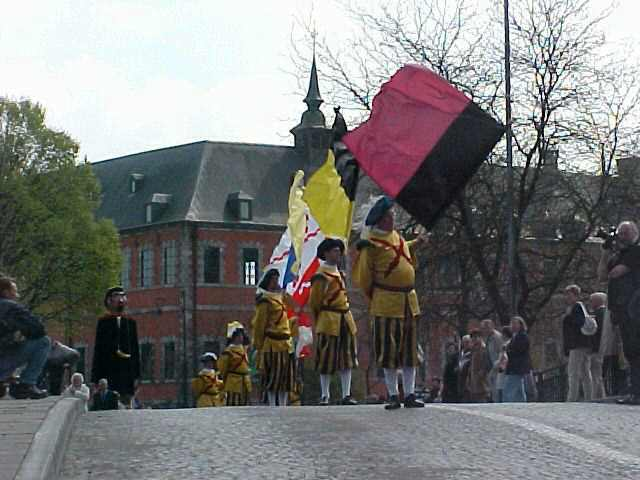
Les Alfers, Journée du folklore à Namur.

C’est durant la période des Pays-Bas espagnols (1555-1715) que le jeu de drapeaux aurait été introduit chez nous, soit par des soldats espagnols en garnison dans nos contrées, soit par d’anciens soldats des Gardes Wallonnes au service du Roi d’Espagne. En effet, le terme « Alferez », utilisé au-delà des Pyrénées, désigne le porte-étendard. Le jeu de drapeaux est donc bien un jeu militaire, puisque sur les champs de bataille, les drapeaux étaient utilisés pour communiquer des ordres aux troupes dispersées.
Dans la tradition folklorique de nombreuses villes de Belgique, le jeu de drapeaux a, bien sûr, pris une connotation moins belliqueuse pour s’orienter vers un superbe spectacle sur fond de musique d’époque, quand la sonorisation est possible. Si les Alfers exécutent solennellement des mouvements dans un bel ensemble harmonisé, il est aussi surprenant d’assister aux lancers de drapeaux dans les airs, figures toujours plus risquées notamment lors de vents perturbateurs.

### Le «Sergent» Jean-Charles Benoît
Chansonnier populaire baptisé à Namur le 12 septembre 1707, Jean-Charles Benoît est le premier auteur wallon namurois dont le nom soit parvenu jusqu’à nous. Il n’a en effet pas été écrit de pièces en wallon avant cette date en la ville mosane. 
De l’homme qui fut sergent de ville en 1754, d’où son nom de « Sergent Benoît », on ne sait que peu de choses. Il fut marié deux fois. Sa première épouse s’appelait Juliette Walteer. Elle décéda en 1766, le 21 juillet. C’est alors avec Marie-Christine Defays qu’il convola en justes noces. On comptait pourtant dans le répertoire de notre chansonnier un air intitulé « Dja one feume comme on houzard (J’ai une femme comme un hussard) » dont Marie-Christine fut peut-être l’inspiratrice. Mais cela ne l’a pas retenu.
Veuf, le Sergent Benoît fut recueilli à l’Hospice Saint-Gilles (lequel abrite aujourd’hui le Parlement wallon) et y mourut le 12 janvier 1784.
Dépourvu d’instruction, l’homme fut pourtant admis dans les rangs de la police, car, à cette époque, aucune compétence particulière n’était exigée.
Le chansonnier composait ses textes pour qu’ils soient interprétés sur des airs connus du répertoire populaire de l’époque. Comme il ne chantait pas lui-même, il avait recours à son camarade Carême, son secrétaire et imprésario. Ce solide gaillard qui exerçait le métier de portefaix devait sans doute son surnom au fait qu’il était très peu pratiquant du jeûne et de l’abstinence.
C’est juché sur une table qu’il trimbalait avec lui qu’il interprétait les textes du Sergent de ville. 
Aujourd’hui, lors des manifestations folkloriques, le souvenir de ce duo pittoresque est honoré par la présence dans le cortège de deux silhouettes emperruquées. C’est quand le rondeau final s’amorce que nos compères prennent alors la parole. Aux textes chantés, ils préfèrent la présentation au public des divers groupes qui égayent la place namuroise. Mais qui sait si ne leur reprendra pas un jour l’envie de chanter.

### Le Bataillon des Canaris de Dumonceau

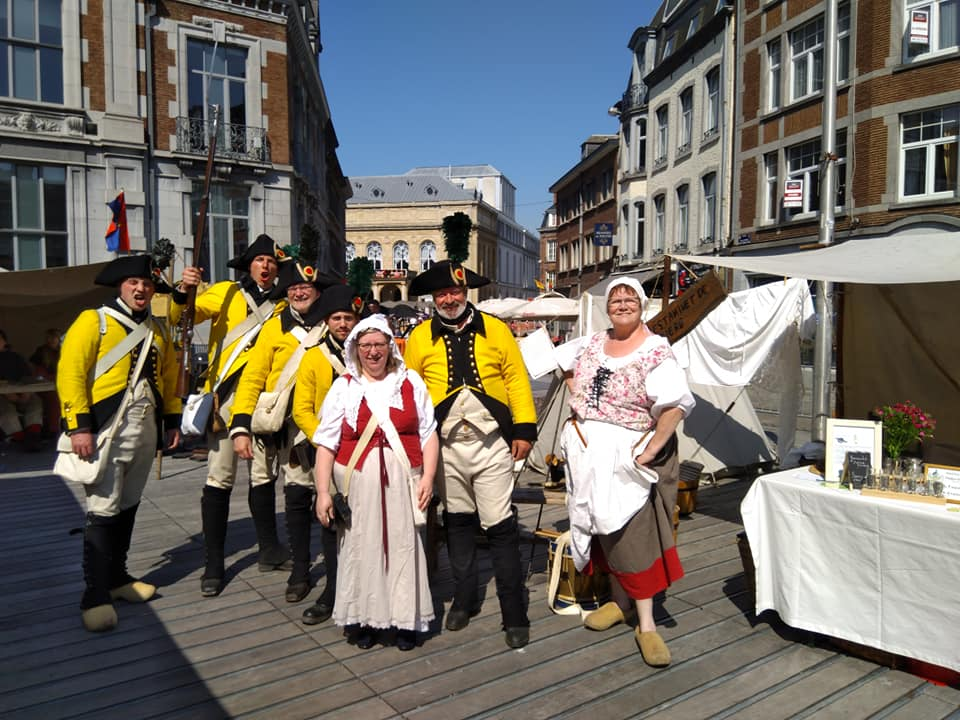
Le Bataillon des Canaris, Journée du Folklore et des Traditions 2019 à Namur.

Le Bataillon des Canaris est une a.s.b.l. créée en 1972 par Jean Fivet afin de reconstituer des volontaires de la révolution belge de (1789-1790) qui se sont battus contre les Autrichiens. 
Lors de la traditionnelle journée du Folklore, le bataillon des Canaris propose, depuis 2018, avec certains autres groupes de reconstitution historique du XIIIe au XVIIIe siècle, la constitution sur la Place d’Armes d’un petit village historique. 
Elle y suggère un estaminet d’époque ainsi qu’un petit bivouac avec l’organisation d’écoles du soldat et de peloton avec la participation du public, d’ateliers de confection de cartouches ou démonstrations de tirs au fusil, la présentation d’activités et du petit matériel d’époque.

### La Caracole

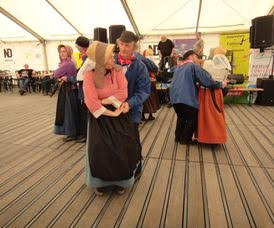
La Caracole, Journée du Folklore et des Traditions à Namur.

La Caracole est une asbl fondée en 1983 qui présente des spectacles de danses chorégraphiées des XVIIIe et XIXe siècles en costume d'époque.
Durant la Journée du Folklore et des Traditions, La Caracole représente des paysans wallons du XIXe siècle ainsi que des nobles wallons du XVIIIe siècle adeptes de la danse. 
Le public peut ainsi observer certaines danses d'antan et même les pratiquer pour le plaisir des petits comme des grands.

### Les Bragards
(janvier 2022).

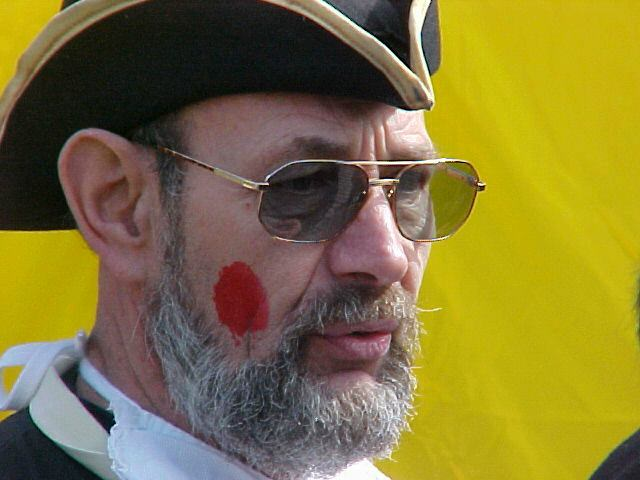
Le bragard, descendant de Jean Bietrumé Picard, Journée du folklore à Namur

La Frairie «Les Bragards» fut fondée en 1951 à l’initiative de Messieurs Engelmann , Wilmet, Servais, Daout …. etc mais sous la surveillance du Collège échevinal de la Ville de Namur avec interdiction de sortir de celle-ci. La fusion des communes donna l’autorisation de sortir dans l’ensemble du grand Namur. Devenue indépendante en 1998, la Frairie se constitua en ASBL et sortira sans limite de frontières. Le Comité de l’époque était constitué de Degée J-F, Balzat P, Bleus F et Wilmet C. En 2017, un nouveau Comité apparu avec Decamp Martine (Présidente), Waregne Léopold (V- Président), Scaillet Octave (Trésorier) et Wilmet Camille ( Secrétaire) qui permit de recruter huit nouveaux membres et la création d’un nouveau char avec un subside de la Ville de Namur.
La première sortie aura lieu lors de la VIe Féerie de Namur en 1952 accompagnée de deux chars représentant un escargot, emblème de la Ville et le deuxième représente la Tour du Guetteur située au sommet de la Citadelle face au Grognon, confluent de la Sambre et de la Meuse muni d’une soufflerie qui alimente un canon crachant des confettis.
Le Bragard représente notre illustre Jean-Biétrumé Picar qui amuseur, blagueur, farceur et espiègle s’en prenait à l’envahisseur français, espagnol ou hollandais qui sorti de l’imagination et la plume de Victor Petitjean, dont voici en photo l’édition de 1948. Celui-ci est le digne frère de l’espiègle flamand Thyl Ulenspiegel ; pour calmer ses facéties, ils lui trouverons une épouse appelée Trinette Lewarée.
Habillé comme l’époque 18e son costume est constitué d’un tricorne, une veste en queue de pie, un pantalon trois-quarts bouffant, bas blanc, un jabo et d’une gibecière pour y enfuir ses confettis à la vue du public le tout en jaune et noir, couleur de Namur. Les dames incorporées au groupe depuis 2001 s’appellent les Trinettes et portent la jupe.
Mais d’où vient le nom de Bragards. Il s’agit des habitants de Saint-Dizier en France qui résista à l’envahisseur et fut honoré par François Ier de « braves gars ».
Pour notre Secrétaire Camille après bien des recherches, cela vient de Napoléon qui sur un champ de bataille qualifia lui aussi ses soldats de braves gars mais ceux-ci illettrés le déformèrent en Bragards.
Un conseil, n’enlevez pas tout de suite les confettis de vos cheveux car un « Bragards » peut en cacher un autre et le canon n’est pas loin.

### Folknam Musique Trad

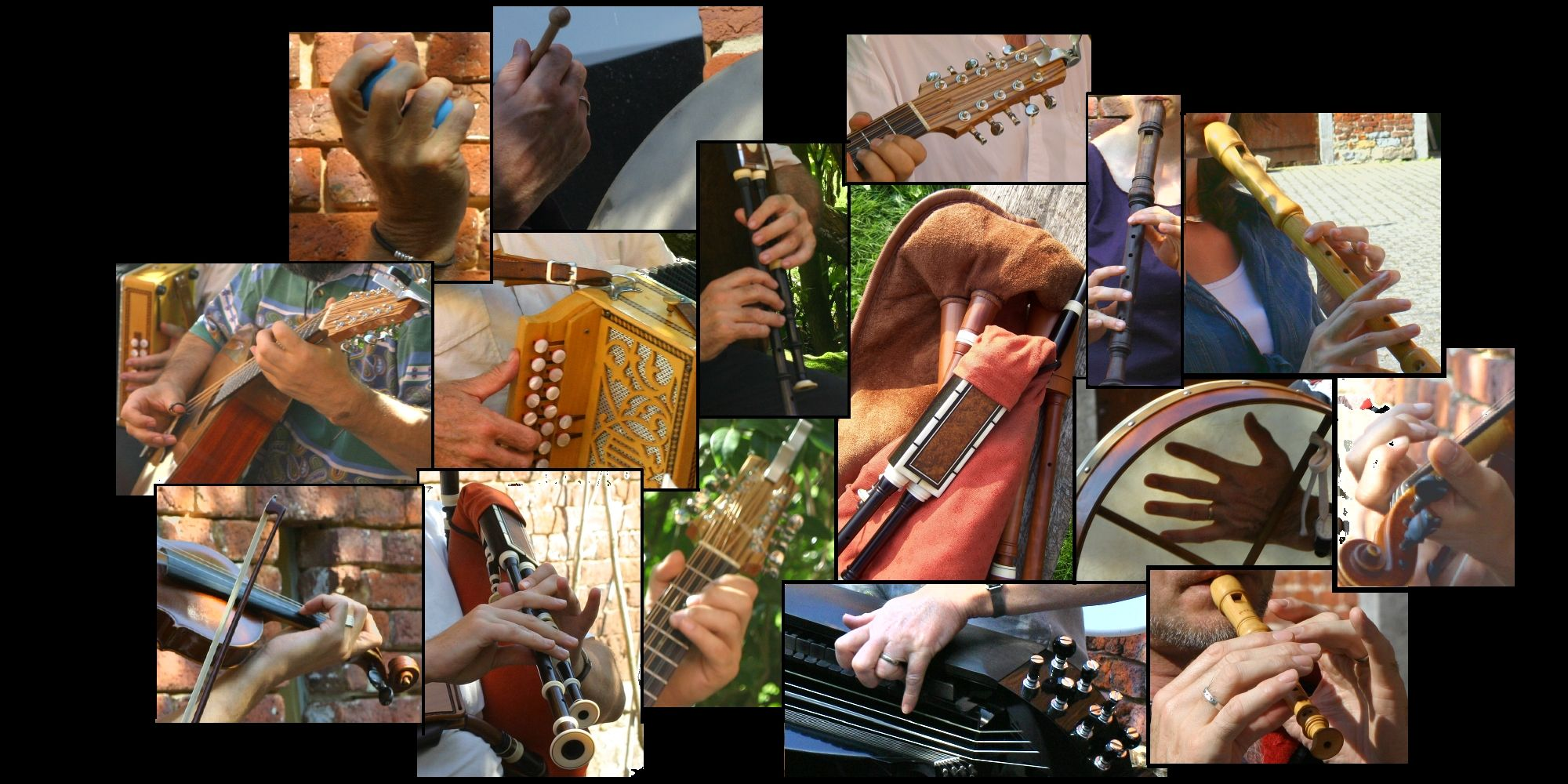
Folknam Musique Trad est la branche musicale de Folknam (Namur)

L'Association de musiciens et danseurs, Folknam Musique Trad ASBL. créée en janvier 2004, s'est donné pour mission de sauvegarder et d'assurer la visibilité de cette partie du patrimoine culturel local : la musique et la danse traditionnelle sur des airs de terroirs. Membre de l'Association Folknam, elle en constitue la branche musicale. 
À ce titre, elle participe chaque troisième samedi d'avril, à la Journée du folklore et des traditions de Namur.